# サンドウィッチプレート

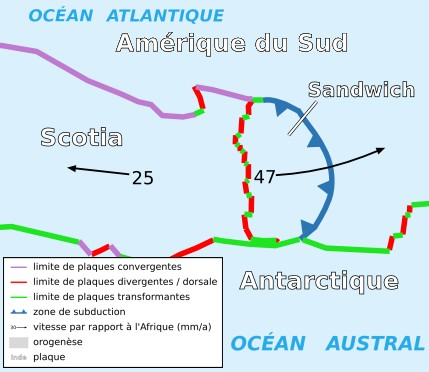
サンドウィッチプレートとその周辺（フランス語）

サンドウィッチプレート若しくはサウス・サンドウィッチプレート（英語:South Sandwich Plate）とは、サウス・サンドウィッチ諸島があるプレート。北と東を南アメリカプレートに、南を南極プレートに、西をスコシアプレートに接している。